# فيكتور بينتو
فيكتور بينتو (بالإسبانية: Víctor Pinto) هو لاعب كرة قدم باراغواياني، ولد في القرن 20. لعب مع نادي 12 أكتوبر لكرة القدم.